# More ABBA Gold: More ABBA Hits
More ABBA Gold: More ABBA Hits è un album di raccolta del gruppo pop svedese ABBA, pubblicato nel 1993.
L'inedito I Am the City era stato registrato per l'album del 1982 che non sarebbe più stato portato a termine.

## Tracce
1. Summer Night City – 3:34
2. Angeleyes – 4:20
3. The Day Before You Came – 5:51
4. Eagle – 4:26
5. I Do, I Do, I Do, I Do, I Do – 3:16
6. So Long – 3:06
7. Honey, Honey – 2:55
8. The Visitors (Edited Version) – 4:27
9. Our Last Summer – 4:19
10. On and On and On – 3:38
11. Ring Ring – 3:03
12. I Wonder (Departure) – 4:37
13. Lovelight (Alternate Mix) – 3:18
14. Head over Heels – 3:45
15. When I Kissed the Teacher – 3:01
16. I Am the City – 4:01
17. Cassandra – 4:50
18. Under Attack – 3:48
19. When All Is Said and Done – 3:18
20. The Way Old Friends Do – 2:53